# لين جي. كلارك
لين جي. كلارك (بالإنجليزية: Lynn G. Clark)‏ هي عالمة نبات أمريكية، ولدت في 1956.